# Kendall Hunter
Kendall Hunter (Tyler, 16 settembre 1988) è un giocatore di football americano statunitense che gioca nel ruolo di running back per i San Francisco 49ers della National Football League (NFL). Fu scelto nel corso del quarto giro (115º assoluto) del Draft NFL 2011 dai 49ers. Al college ha giocato a football all’Università dell'Oklahoma a Stillwater.

## Carriera professionistica

### San Francisco 49ers
Hunter fu scelto nel corso del quarto giro del Draft 2011 dai San Francisco 49ers. Nella sua stagione da rookie disputò tutte le 16 partite della stagione regolare, una delle quali come titolare, nella settimana 4 contro i Philadelphia Eagles. Come riserva del running back titolare Frank Gore corse 473 yard e segnò 2 touchdown su corsa.
Nella vittoria della settimana 5 della stagione 2012 contro i Buffalo Bills, Hunter corse 81 yard su 11 tentativi. Nel Monday Night della settimana 11, i Niners ottennero un'importante vittoria contro i quotati Chicago Bears e il giocatore segnò un touchdown su corsa.
Hunter segnò il primo touchdown della stagione 2013 nella settimana 3 contro gli Indianapolis Colts e un altro la settimana successiva contro i St. Louis Rams. Nella settimana 6 Hunter segnò un TD a 6.35 dal termine, sigillando la vittoria dei Niners sugli Arizona Cardinals.
Il 26 luglio 2014, nella prima settimana del training camp, Hunter si ruppe il legamento crociato anteriore.

## Palmarès
- National Football Conference Championship: 1

San Francisco 49ers: 2012

## Statistiche
| Partite totali             | 43    |
| Partite totali da titolare | 1     |
| Yard su corsa              | 1.202 |
| Touchdown su corsa         | 7     |

Statistiche aggiornate alla stagione 2013